# NGC 1172
NGC 1172 este o galaxie eliptică situată în constelația Eridanul. A fost descoperită în 30 decembrie 1785 de către William Herschel. Se află la o distanță de 21,18 de megaparseci de Pământ.